# Cassafroneta forsteri
Cassafroneta forsteri är en spindelart som beskrevs av A. David Blest 1979. Cassafroneta forsteri ingår i släktet Cassafroneta och familjen täckvävarspindlar. Inga underarter finns listade.